# Bihadi Ranipani
Bihadi Ranipani – gaun wikas samiti w zachodniej części Nepalu w strefie Dhawalagiri w dystrykcie Parbat. Według nepalskiego spisu powszechnego z 2001 roku liczył on 512 gospodarstw domowych i 2752 mieszkańców (1466 kobiet i 1286 mężczyzn).